# قاقل‌آباد
قاقل‌آباد روستایی از توابع بخش مرکزی در شهرستان سقز است که در استان کردستان ایران قرار دارد.

## جمعیت
این روستا در دهستان ترجان واقع شده و براساس سرشماری سال ۱۳۸۵، جمعیت آن ۹۹ نفر (۱۶ خانوار) بوده‌است.